# Проспект Червоної Калини (Конотоп)
Проспе́кт Черво́ної Кали́ни — проспект в історичній частині міста Конотоп Сумської області. Одна з найстаріших вулиць міста, починається від Площі Ринок і закінчується на перетині з вулицею Лазаревського та вулицею Степана Бандери.

## Історія
Перші згадки про вулицю датуються 1784 роком, а саме з XVIII й до кінця XIX століття згадується як Мостова вулиця. З кінця XIX століття й до 1920-х років мала назву Гоголівська вулиця, на честь письменника Миколи Гоголя. У 1920-х роках перейменована на вулицю 25 Жовтня, ймовірно на згадку про жовтневий переворот 1917 року. У середині XX століття перейменована на вулицю Леніна, на честь російського та радянського політичного діяча, одного із ініціаторів та організаторів червоного терору.
1 грудня 2015 року в рамках декомунізації вулиця Леніна перейменована на проспект Червоної Калини, на честь калини, як одного з головних символів у народній культурі України, а також як образ відновленої державності.

## Забудова
- № 3 — комунальний заклад Сумської обласної ради «Конотопський фаховий медичний коледж»[6].
- № 7 — Конотопський міський будинок культури «Зоряний» (1954 рік). Пам'ятка архітектури[3].
- № 8 — житловий будинок (1958 рік). Пам'ятка архітектури[3].
- № 13 — Конотопська центральна міська дитяча бібліотека[7].
- № 15 — двоповерховий земський будинок (1912 рік). Пам'ятка архітектури[3]. Нині тут міститься Конотопський центр дистанційного навчання МАУП[8], а також Конотопська дитяча художня школа.
- № 18 — Конотопська центральна міська бібліотека імені С. І. Пономарьова.
- № 24 — житловий будинок (1956 рік). Пам'ятка архітектури[3].

Світлини вуличної забудови
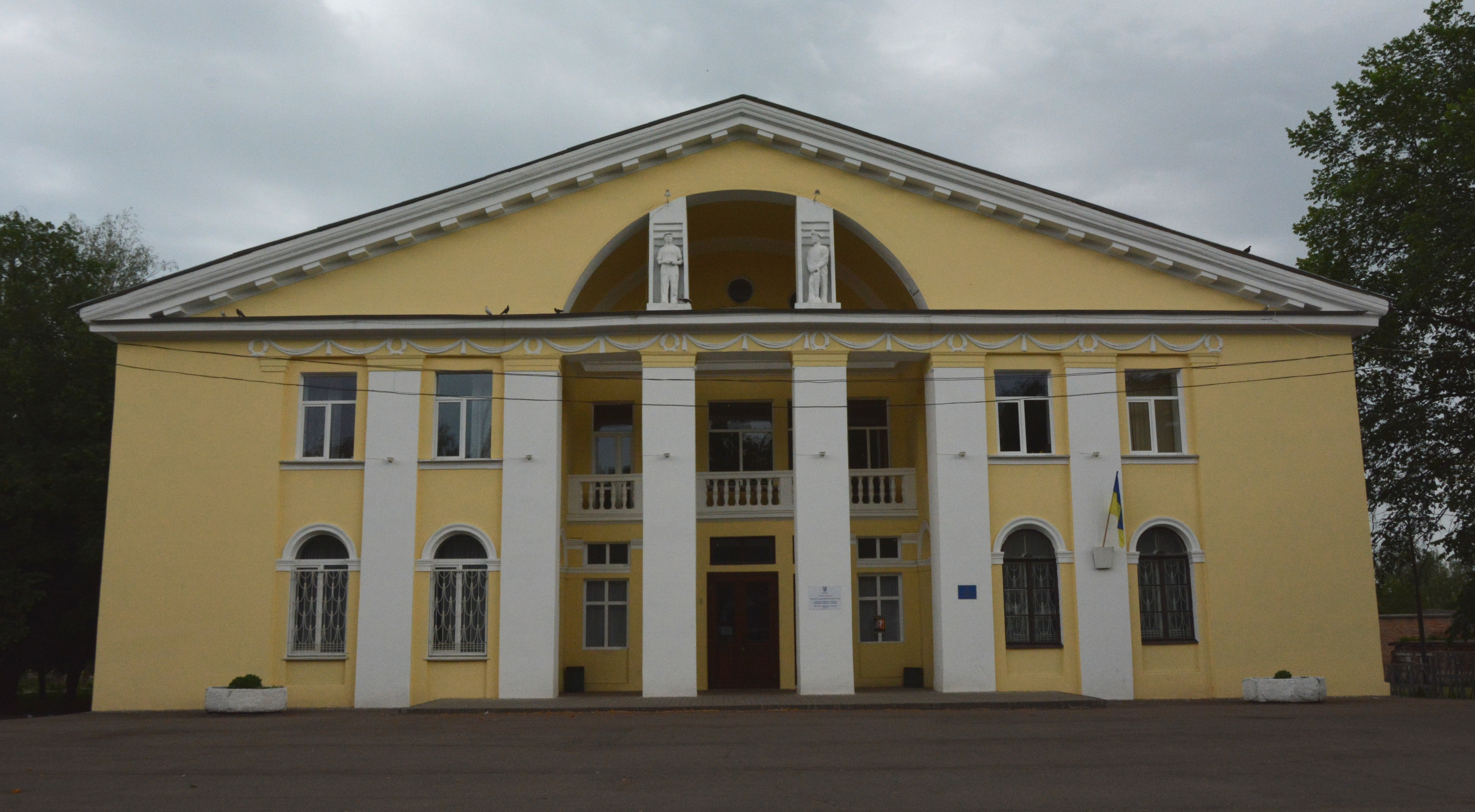
Конотопський міський будинок культури «Зоряний» (пр-кт Червоної Калини, 7)
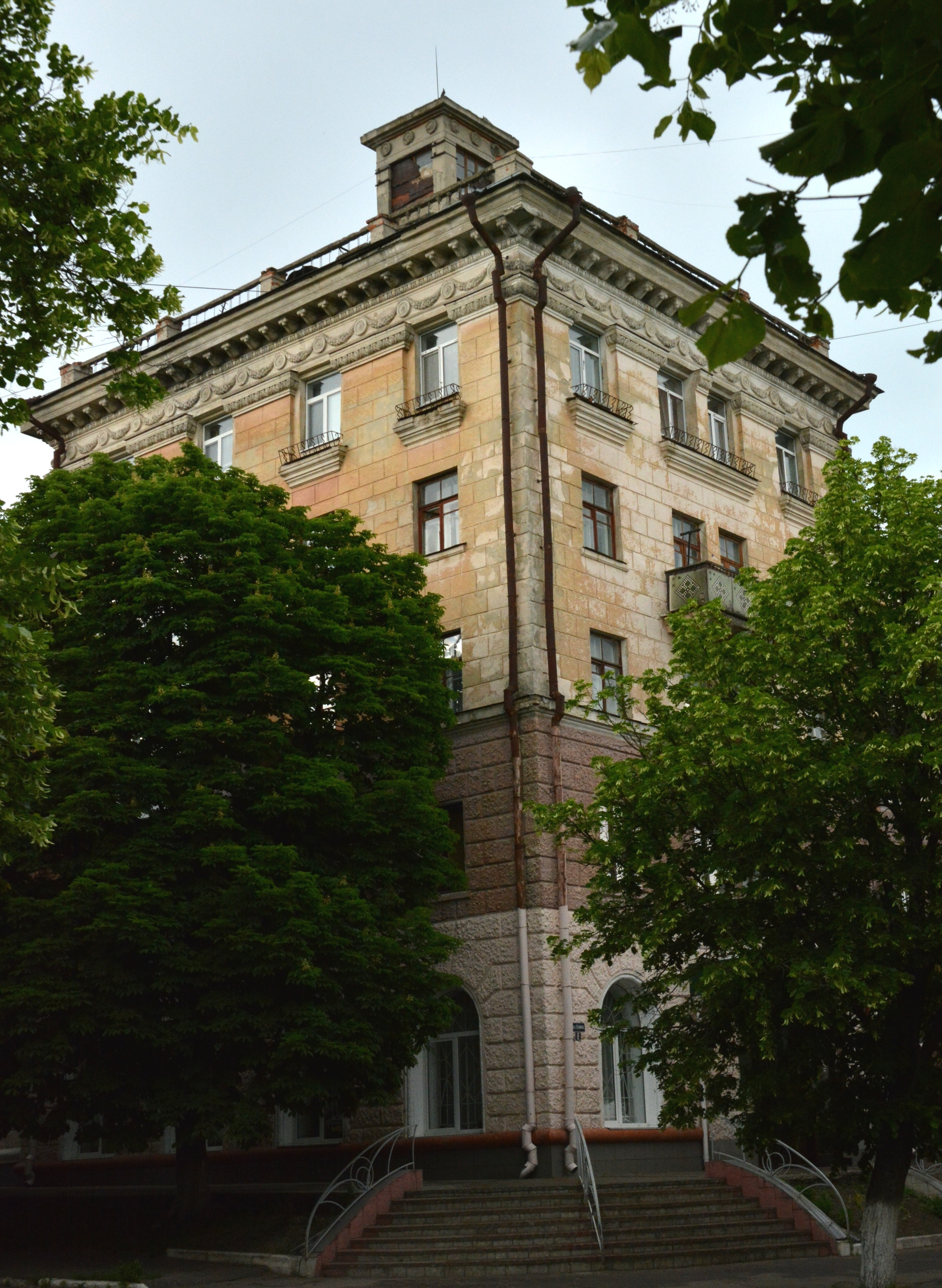
Житловий будинок (пр-кт Червоної Калини, 8)
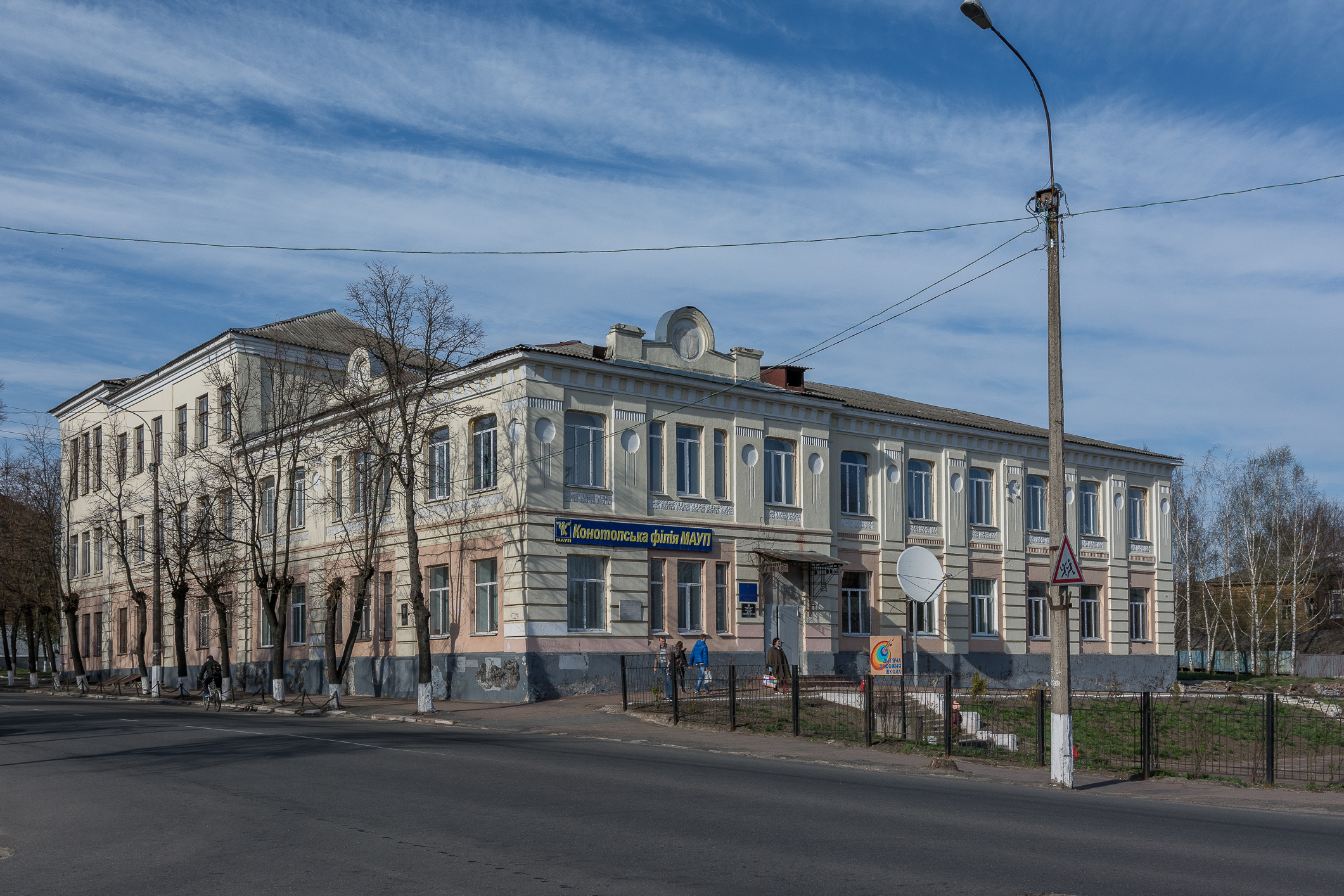
Земський будинок (пр-кт Червоної Калини, 15)
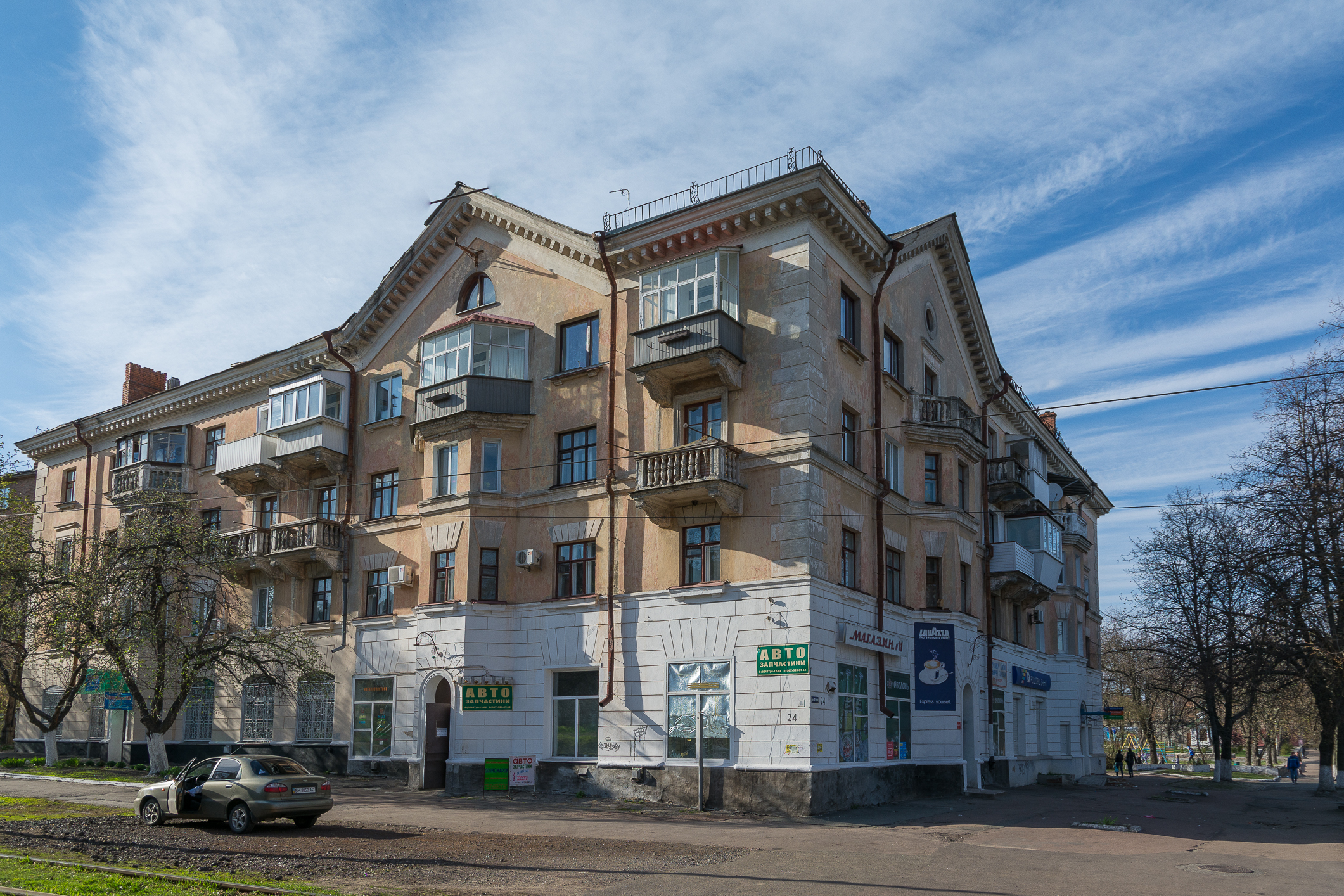
Житловий будинок (пр-кт Червоної Калини, 24)

## Меморіали, пам'ятники

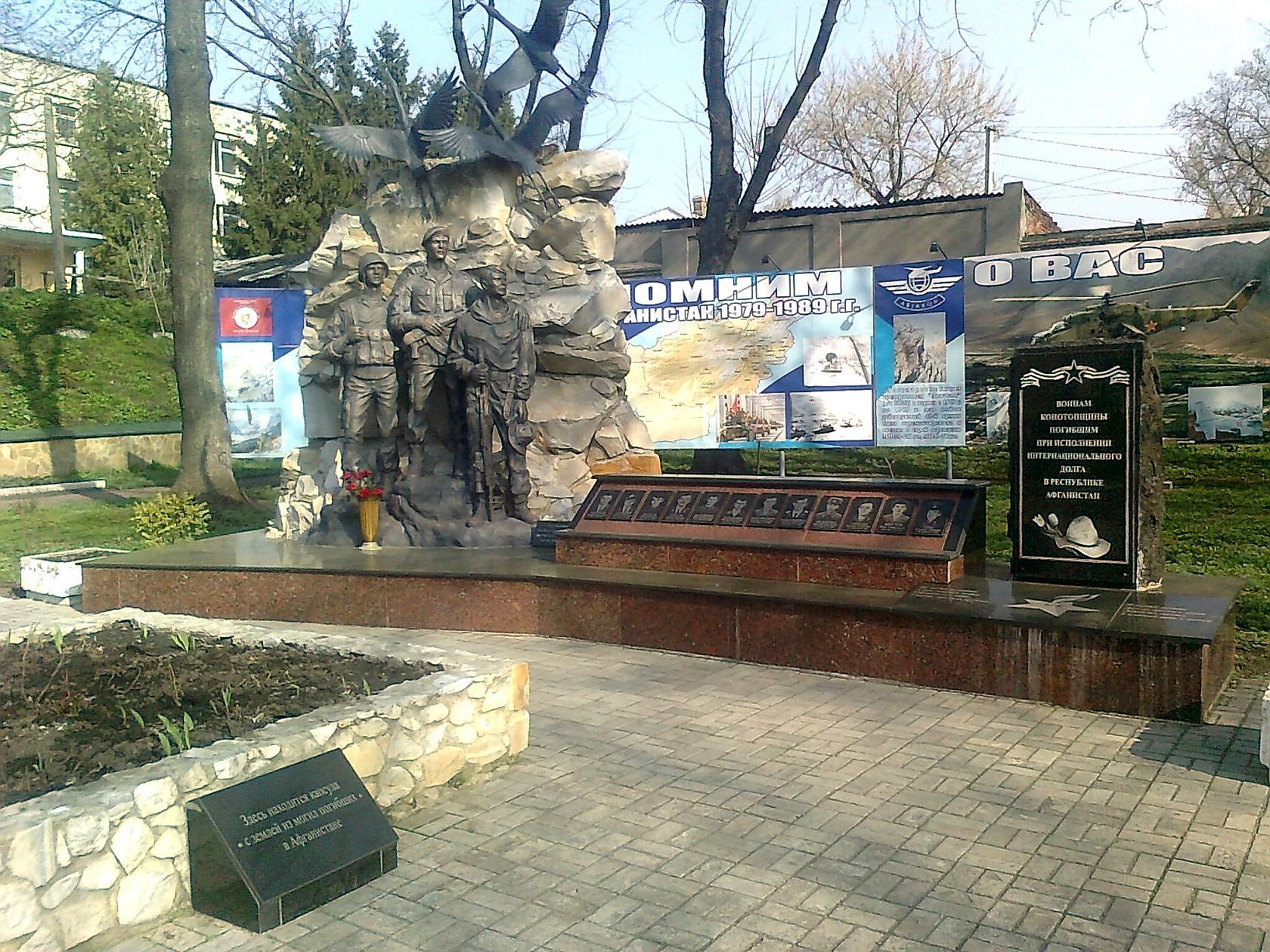
Пам'ятник воїнам-афганцям

- Пам'ятник воїнам-афганцям встановлений у 2013 році (автор — скульптор Юрій Ведмедь) у сквері, що на розі проспекту Червоної Калини та вулиці Варшавської. У скульптурах десантника, сапера та піхотинця увічнений подвиг воїнів-інтернаціоналістів. У 2017 році пам'ятник воїнам-афганцям згідно з наказом Міністерства культури України внесли до Державного реєстру нерухомих пам'яток України.